# Tyresö Fotbollsförening
O Tyresö FF é um clube de futebol sueco.
A sua secção feminina - o Tyresö FF Damas - participa atualmente no Damallsvenskan - a divisão principal do Campeonato Sueco de Futebol Feminino.

## História
Foi fundado em 1971 no município de Tyresö, na área metropolitana de Estocolmo, na Suécia.
O Tyresö FF Damas venceu o Damallsvenskan em 2012.

## Títulos
- Damallsvenskan: 2012[2]